# Ператі
Ператі (словен. Perati) — мале поселення біля с. Лівек в общині Кобарід, Регіон Горишка, Словенія. Висота над рівнем моря: 827,9 м.